# Albert (New South Wales)
Albert ist ein ländlicher Ort in New South Wales, Australien.

## Geographie
Albert wird vom Lachlan Shire verwaltet. Der Ort ist etwa 385 km westlich vom Stadtzentrum Sydneys und 107 km nordwestlich von Parkes entfernt. Mit 0,1 Einwohnern/km² ist der Ort sehr dünn besiedelt.

## Demographie
Mit Stand von 2021 hatte Albert 77 Einwohner, von denen 65 die australische Staatsangehörigkeit besaßen. Das Medianalter lag bei 50 Jahren. Das mittlere Einkommen pro Person betrug 612 Australische Dollar, das mittlere Haushaltseinkommen lag bei 1187 AUD, womit es zu den niedrigeren Haushaltseinkommen im landesweiten Vergleich (1746 AUD) zählte.